# Суперкарго
Суперкарго (через англ. supercargo від ісп. sobrecargo, букв. — «над вантажем») — морський термін: особа, яка керує на судні прийомом і видачею вантажів, а також спостерігає за станом трюмів; зазвичай другий помічник капітана.

Довірена особа фрахтувальника, яка супроводжує судно, зафрахтоване на підставі договору тайм-чартеру.